# Faitout Maouassa
Christ-Emmanuel Faitout Maouassa (Villepinte, 6 luglio 1998) è un calciatore francese, difensore del Nancy.

## Carriera

### Club
Debutta in Ligue 2 con la maglia del Nancy il 3 agosto 2015 contro il Tours. In due stagioni totalizza 24 presenze e 4 gol tra campionato e coppe.
Il 10 giugno 2017 passa al Rennes a titolo definitivo.

### Nazionale
Vince con la nazionale Under-17 francese il Campionato europeo 2015 di categoria, giocando tutte le partite della competizione. Ripete il successo europeo l'anno successivo vincendo anche gli Europei Under-19, in cui disputa quattro partite.
Nel 2017 viene inserito tra i 23 giocatori selezionati dal CT Ludovic Batelli in occasione dei Mondiali Under-20 in Corea del Sud.

## Palmarès

### Club

#### Competizioni nazionali
- Campionato belga: 1

Club Bruges: 2021-2022

### Nazionale
- Campionato d'Europa Under-17: 1

Bulgaria 2015
- Campionato d'Europa Under-19: 1

Germania 2016